# Rezistence (film)
Rezistence je sci-fi film roku 2015, režírovaný Robertem Schwentkem, založený na novele Rezistence, druhé knihy trilogie Divergence autorky Veronicy Roth. Film je sequelem filmu Divergence z roku 2014. Společně s obsazením prvního filmu se ve filmu objevili Octavia Spencer, Naomi Watts, Suki Waterhouse, Rosa Salazar, Daniel Dae Kim, Jonny Weston, Emjay Anthony a Keiynan Lonsdale.

## Obsazení
| Shailene Woodley | Beatrice „Tris“ Prior |
| Theo James       | Tobias „Čtyřka“ Eaton |
| Octavia Spencer  | Johanna Reyes         |
| Jai Courtney     | Eric Coulter          |
| Ray Stevenson    | Marcus Eaton          |
| Zoë Kravitz      | Christina             |
| Miles Teller     | Peter Hayes           |
| Ansel Elgort     | Caleb Prior           |
| Maggie Q         | Tori Wu               |
| Naomi Watts      | Evelyn Johnson-Eaton  |
| Kate Winslet     | Jeanine Matthews      |
| Mekhi Phifer     | Max                   |
| Ashley Judd      | Natalie Prior         |
| Daniel Dae Kim   | Jack Kang             |
| Suki Waterhouse  | Marlene               |
| Keiynan Londsale | Uriah Pedrad          |
| Rosa Salazar     | Lynn                  |
| Emjay Anthony    | Hector                |
| Janet McTeer     | Edith Prior           |
| Johnny Weston    | Edgar                 |

## Produkce

### Před-produkce
V prosinci roku 2013 Summit Entertainment oznámilo, že filmová adaptace novely Rezistence bude vydána 20. března 2015 jako sequel filmové adaptace novely Divergence. Režisérského křesla se neujal Neil Burger, který režíroval první díl, ale Robert Schwentke.

### Obsazení
V březnu 2014 bylo potvrzeno, že Shailene Woodley, Theo James, Jai Courtney, Ansel Elgort, Ray Stevenson, Zoë Kravitz, Miles Teller, Maggie Q, Mekhi Phifer a Kate Winslet si znovu zahrají své role z filmu Divergence. Následně se přidala Ashley Judd, jejíž postava zemřela v předchozím díle, ale k obsazení se připojila ve flashbackách a snech, které její postavu zahrnovaly.
V květnu 2014 se k obsazení přidali Octavia Spencer, Suki Waterhouse a Jonny Weston jako Edgar. Postava Edgara se v knize neobjevila. V červnu 2014 Stephanie Leigh Schlund oznámila, že byla obsazena do filmu, v konečné verzi filmu se však neobjevila. Naomi Watts a Daniel Dae Kim se k filmu připojili jako Evelyn Johnson a Jack King. Australský herec Keiynan Londsdale byl obsazen do role Uriaha. Emjay Anthon se připojil jako Hector.

### Natáčení
Natáčení začalo v Atlantě v květnu roku 2014 a trvalo do září. Natáčelo se na United States Penitentiary, Peachtree Street a na střeše Peachtree Center. Tábor Mírumilovných byl postaven v Serenbe na jihu Atlanty.
V červenci se natáčelo v Chicagu, na Wells Street, Franklin Street, Adams Street, Van Buren Street a záběry z helikoptéry na Chicago Loop.
Na konci srpna se natáčení opět přesunulo do Atlanty, některé scény byly přetočené, včetně scény s vlakem, která se natáčela v Fulton Country v Georgii.

## Přijetí
Film vydělal 130,2 milionů dolarů v Severní Americe a 166,8 milionů dolarů v ostatních oblastech, celkově tak vydělal 297 milionů dolarů po celém světě. Rozpočet filmu činil 110 milionů dolarů. Za první víkend docílil nejvyšší návštěvnosti, kdy vydělal 52,2 milionů dolarů.
Film získal spíše negativní recenze. Na recenzní stránce Rotten Tomatoes získal z 180 započtených recenzí 29 procent s průměrným ratingem 5 bodů z deseti. Na serveru Metacritic snímek získal z 40 recenzí 42 bodů ze sta. Na Česko-Slovenské filmové databázi snímek získal 59%.

## Sequel
Dne 11. dubna 2014 Summit Entertainment oznámil dvoudílný film, založený na poslední knize z trilogie Divergence Aliance. První díl s názvem Aliance: Část 1 měl mít premiéru 18. března 2016, zatímco díl Aliance: Část 2 měl mít premiéru dne 24. března 2017. 5. prosince 2014 bylo oznámeno, že Robert Schwentke se vrátí jako režisér do první části.

## Ocenění a nominace
| Ocenění                | Kategorie                           | Nominovaný                      | Výsledek  |
| ---------------------- | ----------------------------------- | ------------------------------- | --------- |
| Filmová cena MTV       | nejlepší superhrdina                | Shailene Woodley                | nominace  |
| Teen Choice Awards     | nejoblíbenější akční film           |                                 | nominace  |
| Teen Choice Awards     | nejlepší herec(akční film)          | Ansel Elgort                    | nominace  |
| Teen Choice Awards     | nejlepší herec(akční film)          | Theo James                      | nominace  |
| Teen Choice Awards     | nejlepší herečka (akční film)       | Shailene Woodley                | vítězství |
| Teen Choice Awards     | nejlepší filmový zloduch            | Kate Winslet                    | nominace  |
| Teen Choice Awards     | nejlepší filmový polibek            | Shailene Woodley and Theo James | vítězství |
| Teen Choice Awards     | zloděj scén                         | Miles Teller                    | nominace  |
| People's Choice Awards | nejoblíbenější akční film           |                                 | nominace  |
| People's Choice Awards | nejoblíbenější herečka (akční film) | Shailene Woodley                | vítězství |